# صائد الحشرات الشاحب
صائد الحشرات الشاحب (Pinguicula lusitanica)، هو نبتة صغيرة من جنس صائد الحشرات (Pinguicula) ينمو بريًا في مناطق مستنقعات الخث الحمضية على طول الساحل الأطلسي الغربي لأوروبا من غرب اسكتلندا وأيرلندا جنوبًا عبر غرب إنجلترا وغرب فرنسا إلى شبه الجزيرة الإيبيرية والمغرب في شمال غرب أفريقيا.
عادة ما يشكل وريدات بعرض 3-5 سم. وهو نبات معمر ويكون في بعض الأحيان نبات سنوي حيث أنه قد يموت بعد موسم نمو واحد. يزهر بعد أشهر قليلة من الإنبات وينتج كميات وفيرة من البذور، مما يجعله من الأعشاب الضارة لمزارعي النباتات اللاحمة. تكون الزهور صغيرة، وردية شاحبة، ومركزها أصفر، ولها شكل قُمع. يقوم النبات بالتلقيح الذاتي لضمان نموه مرة أخرى في العام التالي.
وصف النبات لأول مرة في عام 1753.
تم تصنفيفه على أنه نوع غير مهدد من قبل الاتحاد الدولي لحفظ الطبيعة.

## الزراعة
ينمو صائد الحشرات الشاحب بسهولة في معظم البيئات طالما أنه لا يتعرض لأشعة الشمس مباشرة وأن تظل مبللة بمياه الأمطار. يتغذى على أي حشرات صغيرة بما في ذلك البعوض وذباب الفاكهة والنمل والعث الصغير والبعوض الصغير.